# 乌拉哈乌拉乡
乌拉哈乌拉乡是中华人民共和国内蒙古自治区乌兰察布市察哈尔右翼前旗下辖的一个乡。

## 行政区划
乌拉哈乌拉乡下辖以下村级行政区划单位：
牧业村、保丰村、八台沟村、联丰村、东小河村、青山村、十三号村、郝家村、海丰村、庆丰村和大九号村。